# 沼井雅之
沼井 雅之（ぬまい まさゆき、1961年10月20日 - ）は、 作曲家、編曲家、音楽プロデューサー、キーボーディスト、ピアニスト。 大阪府堺市出身。

## 来歴
大阪芸術大学芸術学部演奏学科声楽専攻中退。その後上京。
武蔵野音楽学院卒業（同級に西村智彦（SING LIKE TALKING）、米川英之、勝守理、丸山正剛（元BEE PUBLIC）、宮路一昭らが在籍）。
1982年頃、ライブ活動を展開。
1985年頃よりサポート・ミュージシャンとして活動開始。様々なアーティストのステージ・サポート、プロデュース、レコーディングに関わる。
郷ひろみツアーに1990年より参加。郷のコンサートツアーにおけるバックバンドのバンドマスターである田中直樹の他、小南数麿（g）中野周一（dr）らと音楽ユニットn/としても活動。

## 音楽活動

### 参加バンド
- デ・ジャ・ヴ
- ES Island
- RYUGOO
- 七福神
- CLUB RUDE'S
- 仙波清彦&はにわオールスターズ
- LUCKYS
- n/

### コンサート・ライブ参加
- ジョーン・シェパード
- 湯江健幸
- 小柳ルミ子
- 網浜直子
- 小比類巻かほる
- チョー・ヨンピル
- 河合奈保子
- 小茂田理絵
- 麻生真美子
- 中川勝彦
- 郷ひろみ
- STRAWBERRY FIELDS
- 森口博子
- LADIA
- かの香織
- 仙波清彦&はにわオールスターズ
- 久米大作
- 羽根田征子
- 木津茂理
- 神崎まき
- 岩崎富美雄
- 内田有紀
- Something ELse
- グン
- CHEMISTRY
- 華原朋美
- GO YAZAWA
- MICHIYO
- 牛島隆太

### レコーディング参加
- 福山雅治
- 沢田研二
- 仙波清彦&はにわオールスターズ
- かの香織
- 三波春夫
- 鈴木結女
- V6
  - アルバム「"HAPPY" Coming Century, 20th Century Forever」収録「羽根〜BEGINNING〜」
- CHEMISTRY
- To Be Acoustic
- 小野真弓
- XROSS ACT

### 楽曲提供
- みらのりこ
- わらび座（ミュージックパフォーマンス「響 TRAVELER」）

### 編曲
- 酒井法子：シングル「誘われて・・・」※MOONLIGHT CAFÉ 名義
- the CONVOY（1998年）ディナーショー楽曲
- 小野真弓：1stアルバム「SMILE」※To Be Acoustic名義
- Julia：ミニアルバム編曲&サウンドプロデュース

### 参加アルバム（アニメ・コミック等）
- コミック「花冠の竜の国」（著/中山星香)イメージCD（シックスティ） - 楽曲提供「Dingke-Dinariena」
- コミック「妖精国の騎士」（著/中山星香）イメージCD（日本コロムビア） - 作編曲で参加
- コミック「キス」（著/マツモトトモ）ドラマCD（パイオニアLDC） - ピアノ演奏

### TV
- TBSテレビ「スーパー知恵MON」 - BGM制作
- NHK教育「天才てれびくんMAX」 - 楽曲「未来船ゴー」編曲・演奏

### CM音楽/サウンドロゴ
- NTT インフォマーシャル
- 江崎グリコ「ビスコ&コロン」
- ダイドードリンコ
- クリナップ 〜美・サイレント〜
- Twentyfour Seven（ギリオン）
- 積水ハウス
- レセナ
- スヴァーリエ・ヒュース
- 第二電電 （出演）
- 日本音楽著作権協会 ラジオCM
- サンビルド　サウンドロゴ
- NTTドコモ SIMPURE L2 （LG電子）

他

### その他
- 三共 (パチンコ)：パチンコ「Friends」のテーマソング（レコーディング参加）
- アイウエオフィス主催「ビジョンクエスト・セミナー」（八ヶ岳音楽堂）
- 「サマーセッション2007」株式会社サダマツ主催（表参道ヒルズ）

## ディスコグラフィ
七福神

### シングル
- THE MAGIC CARPET/COMING DOWN（1988年1月1日、VAP）

### アルバム
- 七福神（1988年6月、VAP）

CLUB RUDE'S

### シングル
- 嘘つきは踊れない（1992年8月26日、東芝EMI）

LUCKYS
- 創意工夫（2002年3月1日、Green Partner）
- 言語道断
- 拍手喝采
- I
- 君と僕（2003年1月11日、Green Partner）
- I（VHS）
- LUCKYS（DVD）
- Single Collection2004〜チイサナ火を消さないで〜
- highlights x photo mix（DVD）
- AVG.41≒ROCK'N'ROLL

n/
- co.eternal-CREATE （2006年9月、BBA/BBAR-0101）
- co.eternal-RETURN（2006年9月、BBA/BBAR-0102）
- philosophy（2007年5月、BBA）
  - ※短編絵本「イルカとクジラ」サウンドトラック。
  - アーティスト名義は「n/ masayuki numai」。
  - 2007年の郷ひろみツアー「HIROMI GO CONCERT TOUR 2007♪Boom!Boom!Boom!」の開演前BGMとなっている。

## メディア出演

### ラジオ
- 田中さんラジオ（2020年4月 - 、エフエム世田谷） - 田中直樹と共演